# Razdrto, Grosuplje
Razdrto (izgovarjava [ɾaˈzdərtɔ]; starinsko tudi Razderto, nemško Resdertu) je nekdanje naselje na zahodu naselja Šmarje - Sap v občini Grosuplje v osrednji Sloveniji. Leži na Dolenjskem in je danes del Osrednjeslovenske statistične regije.

## Geografija
Razdrto je razložena vas ob cesti iz Šmarja proti Ljubljani in vzporedni cesti iz Tlake. Nad vasjo se dviga hrib Cankrmanka (385 m), kjer so revne senožeti. Pod hribom se ob železniški progi prične potok Vir, v njegovi strugi stoji opuščen Podježarjev mlin. Na jugovzhodu vasi v bližini gramoznice Drča stoji zaselek London.

## Ime
Ime Razdrto si deli še z nekaterimi drugimi naseliji v Sloveniji. Izhaja iz slovanskega *orzdьrto(je) (poľe) 'očiščeno (polje)', kar se nanaša na zgodnjo poselitev in kmetijsko rabo območja.

## Zgodovina
Preden je bila skozi kraj zgrajena železnica, je v kraju ob gostilni Fortun stalo postajališče za vprege. Partizani so leta 1944 v Razdrtem razstrelili železniški predor, vendar je bila škoda na objektu minimalna.
Razdrto je imelo leta 1870 64 prebivalcev v 14 hišah, leta 1880 84 prebivalcev v 14 hišah, leta 1890 92 prebivalcev v 15 hišah, leta 1900 pa 62 prebivalcev v 12 hišah. Razdrto se je leta 1971 priključilo Šmarju - Sapu in s tem izgubilo status samostojnega naselja.

## Cerkev
Cerkev je posvečena Svetemu Križu. Ima eno romansko ladjo, baročen kor in zakristijo iz 19. stoletja. Na severni zunanji steni sta dve plasti fresk iz ok. 1400 in začetka 16. stoletja. Oltar je iz 19. stoletja. V južno steno cerkve je vzidan del rimskega nagrobnika; del nagrobnika z reliefom delfina služi tudi kot podstavek oltarne mize.

## Kulturna dediščina
Poleg vaške cerkve severovzhodno od cerkve stoji še kalvarija. Kapelico krasijo freske iz 19. stoletja, v njem pa je kip Device Marije iz 18. stoletja. Ob kapelici stojijo trije križi.

## Pomembne osebnosti
Pomembne osebnosti, ki so se rodile ali živele v Razdrtem, so:
- Viktor Eržen (1857–1881), prevajalec[1]
- Stanko Svetina (1888–1919), pesnik in prevajalec[1]